# Ivellopsis elephas
Ivellopsis elephas is een eenoogkreeftjessoort uit de familie van de Pontellidae. De wetenschappelijke naam van de soort is voor het eerst geldig gepubliceerd in 1883 door Brady.